# Episodi di Doppia sentenza (serie televisiva 1969) (quarta stagione)
La quarta stagione della serie televisiva Doppia sentenza è stata trasmessa in anteprima nel Regno Unito dalla BBC One tra il 13 settembre 1972 e il 31 gennaio 1973.
| nº | Titolo originale    | Titolo italiano | Prima TV UK       | Prima TV Italia |
| -- | ------------------- | --------------- | ----------------- | --------------- |
| 1  | Spit and Polish     |                 | 13 settembre 1972 |                 |
| 2  | Killer              |                 | 20 settembre 1972 |                 |
| 3  | Surveillance        |                 | 27 settembre 1972 |                 |
| 4  | Dog Eat Dog         |                 | 4 ottobre 1972    |                 |
| 5  | Bank Rate           |                 | 11 ottobre 1972   |                 |
| 6  | On the Third Day    |                 | 18 ottobre 1972   |                 |
| 7  | The Witness         |                 | 25 ottobre 1972   |                 |
| 8  | Run for Your Money  |                 | 1º novembre 1972  |                 |
| 9  | New Broom           |                 | 8 novembre 1972   |                 |
| 10 | Paper Chase         |                 | 15 novembre 1972  |                 |
| 11 | Welcome to the Club |                 | 22 novembre 1972  |                 |
| 12 | Justice             |                 | 29 novembre 1972  |                 |
| 13 | Conversion          |                 | 6 dicembre 1972   |                 |
| 14 | Needle              |                 | 13 dicembre 1972  |                 |
| 15 | Execution           |                 | 20 dicembre 1972  |                 |
| 16 | Time-Table          |                 | 3 gennaio 1973    |                 |
| 17 | Conspiracy          |                 | 10 gennaio 1973   |                 |
| 18 | Money for Sale      |                 | 17 gennaio 1973   |                 |
| 19 | For Love or Money   |                 | 24 gennaio 1973   |                 |
| 20 | Little Acorns       |                 | 31 gennaio 1973   |                 |